# (300193) 2006 WH92
(300193) 2006 WH92 es un asteroide perteneciente al cinturón de asteroides descubierto el 19 de noviembre de 2006 por el equipo del Spacewatch desde el Observatorio Nacional de Kitt Peak, Arizona, Estados Unidos.

## Designación y nombre
Designado provisionalmente como 2006 WH92.

## Características orbitales
2006 WH92 está situado a una distancia media del Sol de 3,143 ua, pudiendo alejarse hasta 3,532 ua y acercarse hasta 2,754 ua. Su excentricidad es 0,123 y la inclinación orbital 1,733 grados. Emplea 2035,58 días en completar una órbita alrededor del Sol.

## Características físicas
La magnitud absoluta de 2006 WH92 es 16,1. 